# Борковський Богдан Миколайович
Богда́н Микола́йович Борко́вський (18 квітня 2004) — український біатлоніст, дворазовий чемпіон зимової Універсіади-2025, багаторазовий чемпіон і призер національних першостей з біатлону.

## Життєпис
Народився в селищі Жовтневе Білопільського району (нині — селище Миколаївка Сумського району) Сумської області.
Вихованець Миколаївської ДЮСШ імені М. І. Масалітіна. Студент Сумського державного університету.
У 2023 році на літньому чемпіонаті світу з біатлону серед юніорів у Брезно-Осрблі (Словаччина) виборов «золото» у спринті та «бронзу» в гонці переслідування.
На зимовій Універсіаді 2025 року в Турині (Італія) виборов дві золоті та бронзову медалі.